# Kemenate Schwallungen
Die Kemenate Schwallungen ist ein Kulturdenkmal in der Gemeinde Schwallungen im Landkreis Schmalkalden-Meiningen in Thüringen. Der ursprünglich spätromanische Wohnturm wurde 1537 im Stil der Renaissance überformt.

## Geschichte
Die Kemenate steht zentral in der Ortsmitte auf der Lindenhöhe in der Nähe der Kirchenburg Schwallungen auf der höchsten Stelle im Ort. Das Gebäude ist gut von den angrenzenden Straßen zu erreichen.
Im Jahr 1057 wurde mit „Sigifrid von Schwallungen“ erstmals ein Rittergeschlecht in Schwallungen erwähnt. Möglicherweise stammen Mauerreste im spätromanischen Keller bereits aus dieser Zeit. Der steinerne rechteckige Wohnturm mit an Schießscharten erinnernden Lichtschlitzen und spitzbogigem Portal wurde wohl um 1200 bis 1230 erbaut, möglicherweise durch den 1230 in einer Urkunde des Bischofs von Würzburg genannten Brun von Schwallungen.
1322 wird Hertnid Schrimpf als Besitzer des Lehens Schwallungen mit „hus und dorf, waßer, wunne und weyde und waz datzu gehort“ genannt. 1344 werden Hertwich von Schwallungen und Ritter Wolfram Schrimpf erwähnt, 1359 Wolframs Sohn Heinz Schrimpf als Lehnsträger der Burg genannt. Um 1350 entstand in der Südostecke des ersten Obergeschosses ein Kamin; um 1450 wurde der Turm durch ein prächtiges Fachwerkgeschoss aufgestockt. 1463 wurde Heinrich Reuenthal mit der Kemenate belehnt.
1529 kam die Kemenate in den Lehnsbesitz des Meininger Patriziers und Stadtschultheißen Lorenz Reps, der sie 1537 zu Wohnzwecken umbaute. Dabei wurde das Bauwerk mit Vorhangbogenfenstern, einer Balkenbohlendecke sowie Malereien ausgestattet; zwei Bauinschriften in Türgewänden verweisen auf das Baujahr 1537. Vom 17. bis ins 19. Jahrhundert war das Gebäude wechselnden Nutzungen als Wohnhaus, Verwaltungsgebäude und Scheune unterworfen. Gegen Ende des 19. Jahrhunderts wurde das Fachwerk-Obergeschoss abgebrochen. Um 1920 entstanden Arbeiternotwohnungen unter Einbau neuer Zwischenwände und Dielenböden. In den 1990er Jahren veränderte sich das bauliche Umfeld des Bauwerkes nachhaltig durch den Abbruch aller Anbauten, wie etwa einer Fachwerkscheune. Als Zugang wurde ein Anbau aus Betonstein errichtet; die noch aus Mittelalter und Renaissance stammenden Verputzungen im Turminneren abgeschlagen.
2005 wurde der Turm als Kulturdenkmal ins Denkmalbuch des Thüringer Landesamtes für Denkmalpflege eingetragen. Im November 2006 wurde die Kemenate durch die Gemeinde Schwallungen an das Historikerehepaar Andrea und Michael Kirchschlager verkauft. 2007 begannen die Eigentümer mit einer umfangreichen, weitgehend in Eigenleistung ausgeführten Sanierung, die 2016 abgeschlossen war. Zunächst liefen von 2007 bis 2012 die Arbeiten im Turminneren mit dem Ziel der weitestmöglichen Wiederherstellung des Zustandes von 1537. Im Frühjahr 2012 begannen an der Ostseite des Turmes die Arbeiten an den Fassaden, deren Ziel war, die unterschiedlichen Bauphasen von der romanischen Entstehungszeit bis zur renaissancezeitlichen Überformung wieder sichtbar zu machen.
Während der gesamten Restaurierungsarbeiten wurde bewusst auf die Verwendung neuzeitlicher Baumaterialien und Maschinen verzichtet. So kam ausschließlich mineralischer Kalkmörtel – teilweise eingefärbt mit rotbraunem Ziegelmehl – zum Einsatz; zementhaltiger Mörtel und neuzeitliche Betoneinbauten wurden entfernt. Die Fensteröffnungen erhielten handgearbeitete eichene Sprossenfenster, die fünf Renaissancefenster von 1537 zudem massive Fensterläden aus Lärchenholz. Zudem erhielt der Turm, um ihm seinen historischen Charakter als Turmburg zurückzugeben, in den Jahren 2010 bis 2016 an der Nord- und Ostseite eine Sandstein-Kalkstein-Ummauerung.
Zum Tag des offenen Denkmals stand die Kemenate im Jahr 2011 erstmals zur Besichtigung offen. 2013 wurde das 1225-jährige Ortsjubiläum Schwallungens mit einem Turmfest begangen.